# Haleyville
Haleyville é uma cidade localizada no estado americano do Alabama, no Condado de Marion e Condado de Winston.

## Demografia
Segundo o censo americano de 2000, a sua população era de 4182 habitantes.
Em 2006, foi estimada uma população de 4195, um aumento de 13 (0.3%).

## Geografia
De acordo com o United States Census Bureau, a localidade tem uma área de 19,2 km², sem área coberta por água.

## Localidades na vizinhança
O diagrama seguinte representa as localidades num raio de 24 km ao redor de Haleyville.